# Champagne Beaumont des Crayères

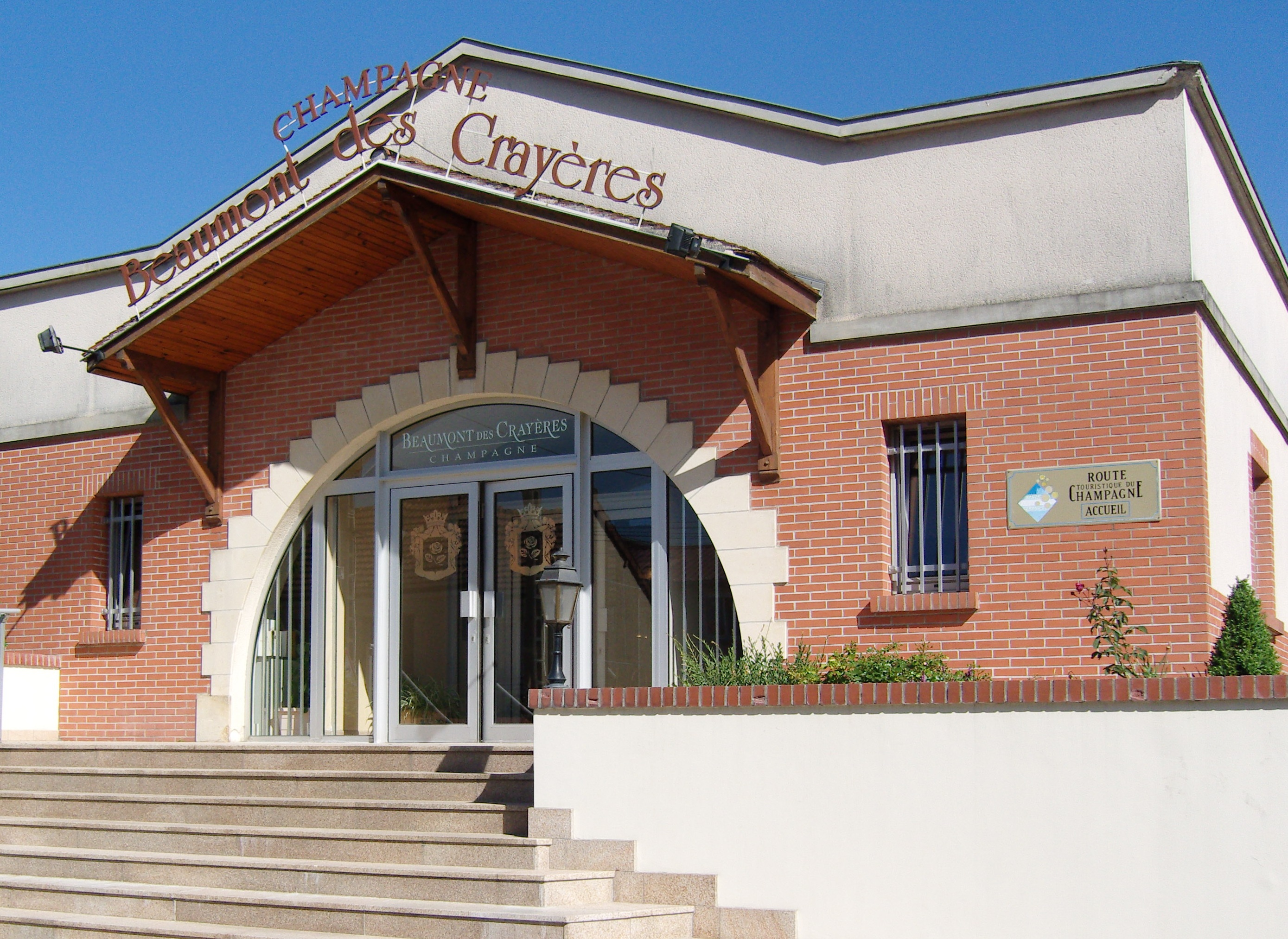
Entrée du caveau de dégustation

La Maison de Champagne Beaumont des Crayères est née en 1955 de la volonté d'un groupe de vignerons du village de Mardeuil, près d'Épernay, de s'associer pour valoriser leur vignoble au travers de l'élaboration de cuvées représentatives de son encépagement et sa situation géographique.
Cette structure coopérative de 240 adhérents est située à l'entrée de la Vallée de la Marne, en plein cœur de la Champagne, sur un vignoble en coteaux exposés au nord-est, caractérisé par un sous-sol crayeux et très connu pour ses pinots meuniers . 
Dès leur première vendange commune en 1958, les fondateurs ont immédiatement créé la marque « Beaumont des Crayères » pour commercialiser leurs champagnes, dont ils assurent toutes les étapes  d’élaboration, depuis le pressurage jusqu’au dégorgement et à l’habillage.
Le nom « Beaumont des Crayères » correspond à celui d’une des plus anciennes parcelles du vignoble, d’une superficie de 86 hectares aujourd’hui. Depuis maintenant 3 générations, cette Maison de vignerons cultive 60 % de pinot meunier, 25 % de chardonnay et 15 % de pinot noir. Elle produit environ 500 000 bouteilles, dont 80 % sont exportés vers près de 25 pays autour du monde .
Les neuf cuvées de la Maison Beaumont des Crayères sont chaque année récompensées dans les concours internationauxet citées pour leur qualité dans de nombreux guides et ouvrages de référence tels que le Guide des Vins de France Bettane et Desseauve, le Guide Hachette des Vins, les écrits des spécialistes Michael Edwards, Richard Juhlin ou encore Philip Williamson et David Moores. 
Le caveau de dégustation de Beaumont des Crayères abrite la plus grande bouteille et le plus gros bouchon de Champagne au monde (Livre Guinness des records) .